# Francisco de Calatayud y Sandoval
Francisco de Calatayud y Sandoval fue un escritor (prosista, poeta y biógrafo) español (Madrid 1582-16?? )

## Biografía
Nace en Madrid en 1582. Pasa su infancia y juventud en Valladolid. Se instala en Sevilla en 1604, al ocupar su padre el puesto de contador de la Casa de Contratación
En Sevilla ocupó la secretaría del Consejo de Órdenes.
El Conde-Duque de Olivares le nombró su biógrafo oficial
Fue secretario en dos juntas especiales: de población y de educación.

## Obra
Está incluida en la antología poética Parnaso Español, editada por Juan José López de Sedano.

Es autor del tratado El Embajador, en el que se adivinan algunas claves de la figura del Conde-Duque de Olivares.